# Marí Alkatiri
Marí bin Amude Alkatiri (Arabisch: مرعي بن عمودة الكثيري; Dili, 26 november 1949) was van mei 2002 tot juni 2006 en van september 2017 tot mei 2018 premier van Oost-Timor.  Hij is de secretaris-generaal van de politieke partij Fretilin en de voorzitter van de administratieve regio Oe-Cusse Ambeno. 
Op 14 februari 2016 ontving Alkatiri de Orde van de Infant Dom Henrique.

## Biografie
Alkatiri's voorouders waren Arabische handelaren in Portugees-Timor die uit Hadramaut afstamden en tot de Kathiri-stam behoorden. Alkatiri werd geboren in een groot gezin van tien kinderen. Hij verliet Oost-Timor in 1970 om Portugees te studeren in Angola. Vier jaar later keerde hij terug en richtte op 20 mei 1974 de politieke partij Fretilin op. Hij is een van de weinige prominente personen met een islamitische achtergrond in Oost-Timor.
- Gemeinsame Normdatei: 1173135065
- International Standard Name Identifier: 0000 0000 6762 5719
- Library of Congress Control Number: n2006208906
- Système universitaire de documentation: 119978547
- Virtual International Authority File: 4373154
- WorldCat: E39PBJgxpJT6rPbVDJG3QdcVmd